# مديرية بعدان

تعديل مصدري - تعديل

مديرية بعدان إحدى مديريات محافظة إب في وسط اليمن. بلغ عدد سكانها 116045 نسمة عام 2004.